# فيخر 9كيه121
صواريخ فيخر 9K121 Vikhr ((الروسية: Вихрь), (بالإنجليزية: Whirlwind) وتعني الدوامة الهوائية، لقب تعريف الناتو: AT-16 Scallion) هي صواريخ روسية موجهة مضادة للدروع. والتسمية "9K121" هي تعريف الصاروخ  بالإدارة الرئيسية للمدفعية والصواريخ بوزارة دفاع الاتحاد الروسي GRAU. 
ويتم إطلاق الصاروخ من مروحيات كا-50 وكا-52 والمقاتلات ثابتة الجناح Su-25T ، كما يتم إطلاقها من سفن السطح. وكان العرض العلني الأول عنها في معرض فارنبورو للطيران عام 1992.

## الوصف
تم تصميم هذا الصاروخ للاشتباك مع أهداف أرضية حيوية ، بما في ذلك الأهداف المدرعة المجهزة بالدروع التفاعلية المدمجة ، وذلك في مدى يصل إلى 8 كيلومترات عند أطلاقها من المروحيات ويصل مداها إلى 10 كيلومترات بإطلاقها من مقاتلات ثابتة الجناح في النهار، ويقتصر مداها على 5 كيلومترات في الليل. 

فضلا عن الاشتباك مع الأهداف الجوية في ظروف نشاط أطول وقدرات الدفاع الجوي.

والصاروخ Vikhr-1 هو جزء من منظومة Vikhr-M ، والتي تتضمن أيضا رؤية تلقائية وقاذف قابل للضغط. وتم اعتماد المنظومة في عام 1990. 

يتم توفير الرؤية التلقائية بواسطة قنوات تليفزيونة، وأخرى بالأشعة تحت الحمراء لرؤية الهدف، وقناة شعاع ليزر للتحكم بالصواريخ ، وليزر محدد للمدى، ووحدة تتبع تلقائية للأهداف، وحاسوب ومنظومة رقمية للتهديف والتثبيت وقنوات الأشعة. وتوفر الرؤية التلقائية كشف الهدف وتحديد هويته  نهاراً أو ليلاً، وتتبع الهدف و توجيه الصواريخ،  وتوليد معلومات دقيقة للإطلاق المدفي أو الصاروخي.

ويتألف الصاروخ الموجّه من رأس حربي متشقق بالحرارة مزودة بفتحة وقوّة تقارب، ومحرّك تحكم ديناميكيًا بالهواء ، وإلكترونيات تحكم ، وكاشفًا للمحرك والليزر. 
ويتم الاحتفاظ بها في حاوية نقل إطلاق مختومة.

تسمح الرؤوس الحربية متعددة الأغراض (شديدة الانفجار مضادة للدبابات HEAT) ذات مرحلتين وجسم إضافي للتجزئة two-stage HEAT and an additional fragmentation sleeve باستخدام الصاروخ ضد الأهداف المدرعة، سواء المحمولة جواً Airborne targets أو أهداف المنطقة Area targets على حد سواء. وهذه تعد ميزة مقارنة بين أنواع الصواريخ الثلاثة المطلوبة في مجمع 9 أم 120 آتاكا-V . ويسمح استخدام الصمام القريب -من مسافة  تصل إلى 5 أمتار- بجعل الاشتباك مع هدف جوي بسرعة 500 م/ث ممكناً.

ويوفر نظام التحكم بالشعاع الليزري  للصاروخ فيخر Vikhr توجيهاً دقيقاً، وذلك بسبب نقل البيانات إلى الصاروخ خلال انطلاقه في مساره، وهو المستبعد في أنظمة التوجيه. 

ويتميز نظام التحكم في صواريخ فيخر Vikhr بحصانة عالية ضد التشويش لأن جهاز الاستقبال الخاص به يواجه الموجة الحاملة مما يحميها من إشارات التشويش.
كما يتم توفير احتمالية عالية للاستهداف الدقيق (بنسبة 0.95 للأهداف الثابتة) من خلال النظام التلقائي لتتبع الهدف، وكذلك نظام تحكم صارم وعالي الدقة يسمح بإجراء تغييرات في المعاملات لكل من الناقل والهدف خلال مسار الإطلاق.
ويمكن إطلاق الصواريخ منفردة أو في أزواج (على نفس الهدف لزيادة الفتك). كما تتيح سرعة الطيران العالية بالاشتباك مه الأهداف بسرعة. 
والنظام قادر على إطلاق صواريخ فيخر Vikhr ضد هدفين إلى أربعة أهداف خلال فترة 30 ثانية ، ويبدأ من مسافة 10 كيلومترات ، مما يزيد من فتكه بمعدل ثلاثة إلى أربعة أضعاف من الأنظمة السابقة.

## المستخدمون
روسيا الاتحادية:

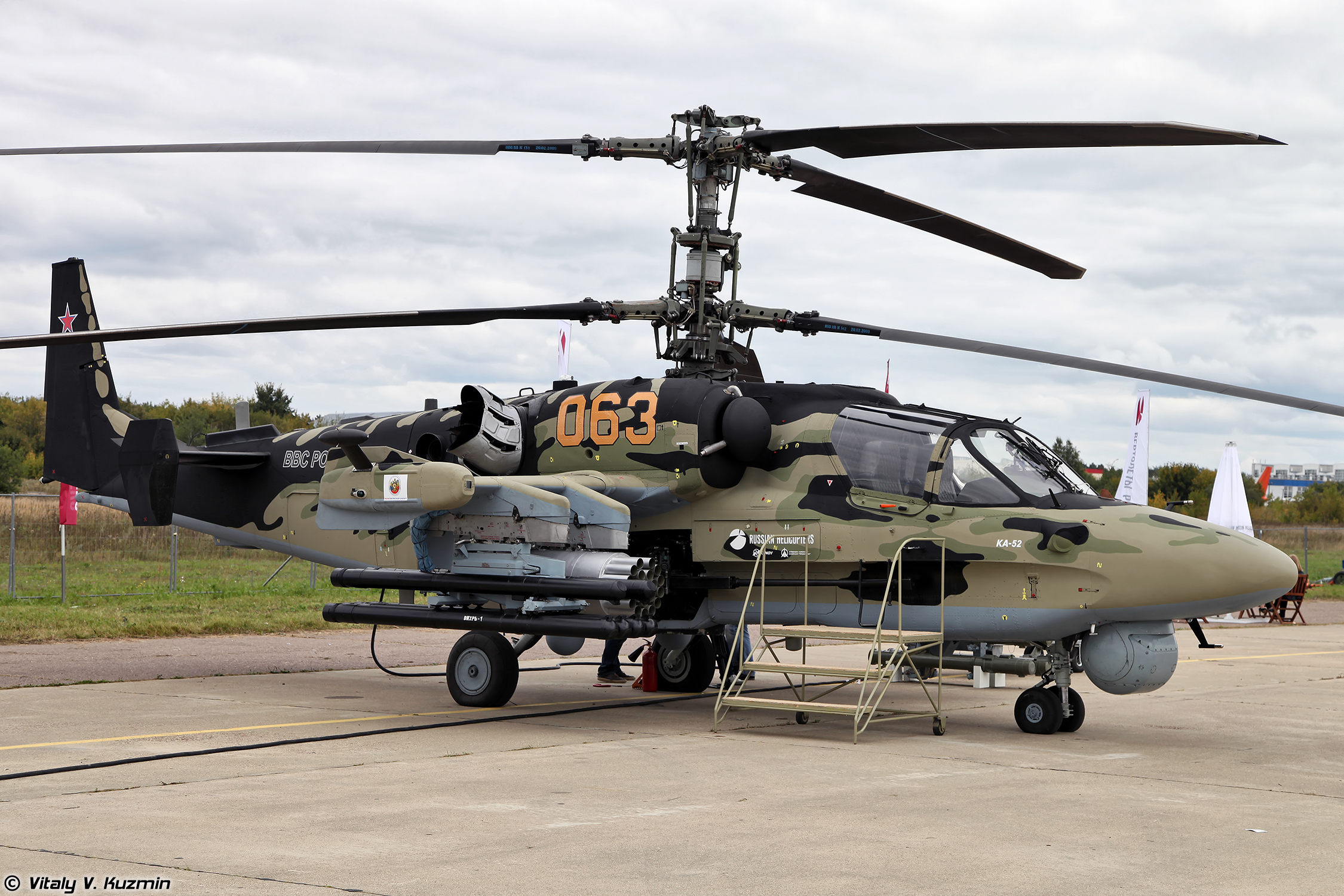
كاموف كا-52 متسلحة بصواريخ فيخر (معرض ماكس للطيران 2013)

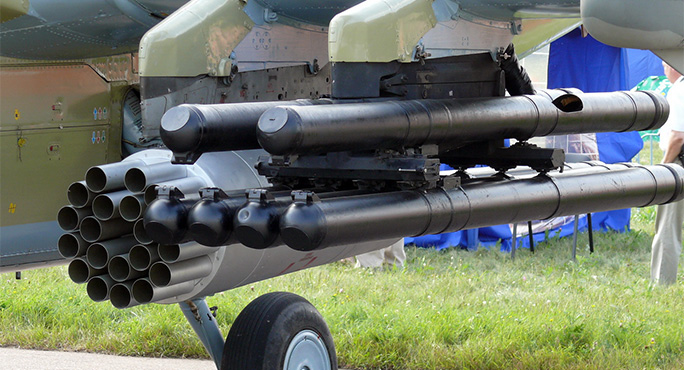
صورة عن قرب للصاروخ فيخر

القوات الجوية الروسية - هي المستخدم الأول والرئيسي لصواريخ فيخر المضادة للدروع.

وقد تلقت وزارة الدفاع الروسية الدفعة الأولى من صواريخ فيخر في أكتوبر من عام 2015.
 جمهورية مصر العربية:

القوات الجوية المصرية - مع تعاقد مصر على عدد 46 مروحية قتالية طراز كاموف كا-52، تم اتخاذ القرار بتسليحهم بصواريخ موجهة مضادة للدروع من روسيا.
وقد وقع الاختيار على نوعين من الصواريخ المضادة للدبابات ، وهما: 

صاروخ فيخر 9A1472 Vikhr/AT-16 وصاروخ أتاكا 9M120 Ataka/AT-9
وطبقاً لقاعدة بيانات معهد ستوكهولم الدولي لأبحاث السلام SIPRI فقد توجهت مصر بطلب عدد 1000 صاروخ من كل منهما، وطبقاً لبيانات المعهد أيضاً فقد استلمت مصر عدد 300 صاروخ من كلاً من النوعين حتى نهاية 2017.

### موضوعات أخرى ذات صلة
- جي آر إيه يو GRAU - إدارة الصواريخ والمدفعية الروسية